# Óscar Pachón
Pour les articles homonymes, voir Pachon (homonymie).
Pachón  Melo est un nom espagnol. Le premier nom de famille, en général paternel, est Pachón ; le second, en général maternel, souvent omis, est Melo.
Óscar Mauricio Pachón Melo, né le 28 avril 1987, est un coureur cycliste colombien.

## Biographie

### Saison 2014
Au mois de janvier, le manager général Libardo Leyton annonce son arrivée chez la Movistar Team América, en provenance de la formation Formesán - Bogotá Humana - ETB. Il est présenté comme un coureur expérimenté, ayant porté le maillot d'équipes italienne et chilienne. Son domaine de prédilection est annoncé comme être la moyenne montagne.

Il dispute sa première course de la saison à l'occasion de la Vuelta al Valle del Cauca, début avril. Il y termine notamment troisième de la dernière étape.  Une semaine plus tard, il prend part à l'échappée victorieuse des championnats de Colombie, à l'issue desquels, il termine quatrième.

Le calendrier national colombien coupé en deux par la coupe du monde, il s'évanouit quelques mois, pour réapparaître en tête des bilans, au mois de septembre en finissant deux fois dans les cinq premiers aux arrivées d'étape de la Vuelta a Boyacá, et en s'offrant sa première victoire de l'année  dans une étape de la Clásica de Soacha.
Puis son équipe Movistar Team América ne l'engage pas au départ du 54e Clásico RCN. Il en profite pour disputer, au sein du Team Coco's, la Tobago Cycling Classic, sur l'île de Tobago. À cette occasion, il remporte, pour la première fois, une course de l'UCI America Tour. Échappé depuis la mi-course, il s'impose à son compagnon de fugue, le Dominicain Adderlyn Cruz, lors de l'emballage final. Il clôt la saison 2014 sur ce deuxième succès.

## Palmarès et résultats

### Palmarès par année
- 2010
  - 2e étape de la Clásica de Marinilla
- 2011
  - Bologna-Passo della Raticosa
  - 2e étape de la Clásica de Soacha
  - 3e du Tour du Chili
- 2012
  - 2e étape de la Clásica de Funza
- 2013
  - 5e étape de la Vuelta a Antioquia
  - 2e de la Vuelta a la Independencia Nacional
- 2014
  - 2e étape de la Clásica de Soacha
  - Tobago Cycling Classic
- 2015
  - Vuelta a Cundinamarca :
    - Classement général
    - 1re et 2e étapes

  - 3e du Tour du Mexique
- 2018
  - 2e étape de la Vuelta a Cundinamarca
- 2020
  - 3e de la Vuelta al Tolima
- 2022
  - Tour por la Paz :
    - Classement général
    - 3e étape
- 2023
  - Chengdu Tianfu Greenway

### Classements mondiaux
| Année                                 | 2009 | 2010 | 2011 | 2012 | 2013 | 2014 | 2015 | 2016  | 2017  | 2018  | 2019 | 2020 | 2021 | 2022 | 2023  |
| ------------------------------------- | ---- | ---- | ---- | ---- | ---- | ---- | ---- | ----- | ----- | ----- | ---- | ---- | ---- | ---- | ----- |
| Classement mondial                    |      |      |      |      |      |      |      | 1635e | 2019e | 2589e | nc   | nc   | nc   | nc   | 2014e |
| UCI Asia Tour                         | nc   | nc   | nc   | nc   | nc   | nc   | nc   | nc    | 348e  | 539e  |      |      |      |      |       |
| UCI America Tour                      | 254e | nc   | nc   | 379e | 169e | 66e  | 157e | 233e  | nc    | nc    | nc   | nc   | nc   | nc   | nc    |
|                                       |      |      |      |      |      |      |      |       |       |       |      |      |      |      |       |
| Légende : nc = non classéSource : UCI |      |      |      |      |      |      |      |       |       |       |      |      |      |      |       |